# Arthur Borren
Arthur Borren, född den 5 juni 1949 i Eindhoven, Nederländerna, är en nyzeeländsk landhockeyspelare.
Han tog OS-guld i herrarnas landhockeyturnering i samband med de olympiska landhockeytävlingarna 1976 i Montréal.